# Duarte Borges Coutinho
Duarte António Borges Coutinho (Lisboa, 18 de novembro de 1921 — Grande Londres, 19 de maio de 1981), 4.º Marquês da Praia e Monforte e Representante do Título de Barão do Linhó, foi um empresário português que serviu como Presidente do Sport Lisboa e Benfica entre 12 de abril de 1969 e 26 de maio de 1977.

## Biografia
Nascido em Lisboa e educado entre a Grã-Bretanha e Irlanda do Norte e Portugal, Borges Coutinho tornou-se sócio do Sport Lisboa e Benfica em 1959, com 37 anos de idade. Dez anos depois, tornou-se Presidente do clube após derrotar Fernando Martins e Romão Martins nas eleições de 12 de abril, com 58% dos votos. Ficou encarregue dos destinos do clube durante oito anos (quatro mandatos bienais consecutivos). Durante este período, a equipa de futebol profissional venceu sete Campeonatos Nacionais (um deles sem derrotas, na época de 1972/73) e três Taças de Portugal. Este período permitiu ao Benfica consolidar a sua hegemonia no futebol português.
Durante a presidência de Borges Coutinho, em 1969, o Benfica tomou posse dos terrenos perto do Estádio da Luz, a fim de criar três campos de futebol, uma pista de atletismo sintética, e oito campos de ténis. Foi premiado com a Águia de Ouro pelo clube em 1973.
Após decidir não concorrer às eleições de 26 de maio de 1977, foi sucedido na presidência do clube por José Ferreira Queimado. Quatro anos depois, com 59 anos, faleceu em Inglaterra. Após a sua morte, o Benfica homenageou-o dando o seu nome ao seu novo pavilhão, o Pavilhão Borges Coutinho.